# (243) Ida
(243) Ida es un asteroide de la familia de Coronis situado en el cinturón principal de asteroides. Fue descubierto el 29 de septiembre de 1884 c por Johann Palisa y recibió el nombre de una ninfa de la mitología griega a propuesta de Moriz von Kuffner. Posteriores observaciones telescópicas clasificaron el asteroide Ida como un asteroide de tipo S, el segundo tipo más común en el cinturón de asteroides. El 28 de agosto de 1993, la sonda espacial Galileo visitó Ida de camino a Júpiter. Fue el segundo asteroide visitado por una nave espacial y el primero en que se confirmó la existencia de un satélite.
Al igual que todos los asteroides del cinturón principal, la órbita de Ida se encuentra entre los planetas Marte y Júpiter. Su período orbital es de 4,84 años y su periodo de rotación es 4,63 horas. Ida tiene un diámetro medio de 32 kilómetros. Es de forma irregular, alargado y podría estar compuesto por dos grandes objetos conectados entre sí mediante un cuello estrecho. La superficie presenta abundancia de cráteres de diversas medidas y edades.
El satélite de Ida, Dáctilo, fue descubierto en imágenes tomadas por la sonda Galileo por Ann Harch, miembro de la misión. Recibió su nombre de los dactilos, las criaturas que habitaban el monte Ida, según la mitología griega. Dáctilo, que tiene solo 1,4 kilómetros de diámetro, representa aproximadamente la vigésima parte del tamaño de Ida. Su órbita no se pudo determinar con mucha precisión. Sin embargo, las posibles órbitas de Dáctilo permiten una estimación aproximada de la densidad de Ida, la cual reveló que el asteroide no contiene minerales metálicos. Ida y Dáctilo comparten muchas características físicas, lo que sugiere un origen común para ambos.
Las imágenes tomadas por la Galileo y la posterior medición de la masa de Ida supusieron nuevos conocimientos de la geología de los asteroides de tipo S. Antes del sobrevuelo, se habían propuesto varias teorías para explicar su composición mineral. La determinación de la composición permite una correlación entre la caída de meteoritos a la Tierra y su origen en el cinturón de asteroides. Los datos obtenidos durante el sobrevuelo señalaron a los asteroides de tipo S como la fuente de los meteoritos de condrita ordinaria, el tipo más común de meteorito.

## Descubrimiento y nombre

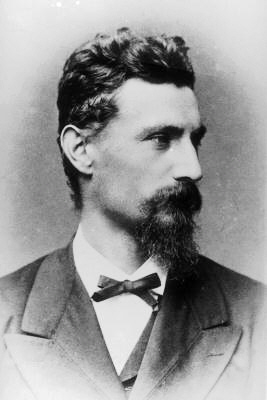
Johann Palisa, descubridor de Ida

Ida fue descubierto el 29 de septiembre de 1884 desde el observatorio de Viena por el astrónomo austriaco Johann Palisa, siendo su 45.º descubrimiento de un asteroide para un total de 122.
El nombre de Ida fue propuesto por Moriz von Kuffner, un fabricante de cerveza vienés, mecenas del observatorio de Viena y astrónomo aficionado. Su nombre proviene, en la mitología griega, de Ida, una de las nodrizas que amamantaron al bebé Zeus.

## Observación astronómica
El asteroide Ida forma parte de la familia de Coronis, identificada en 1918 por Kiyotsugu Hirayama, quien propuso que todos sus miembros eran los restos de un cuerpo destruido por una colisión.
Como parte del proyecto ECAS, Eight-Color Asteroid Survey (en español, investigación de asteroides en ocho colores), los astrónomos David J. Tholen y Edward F. Tedesco midieron el espectro de reflexión de Ida que resultó ser del tipo S, tipo espectral de los asteroides de la familia de Coronis a la que pertenece Ida.
En abril y mayo de 1996 los astrónomos William M. Owen Jr. y Donald K. Yeomans hicieron múltiples observaciones de Ida desde la estación Flagstaff del Observatorio Naval de los EE. UU. y desde el observatorio de Oak Ridge. Estas observaciones redujeron la incertidumbre de la posición del asteroide para el posterior sobrevuelo de la Galileo.

## Características físicas

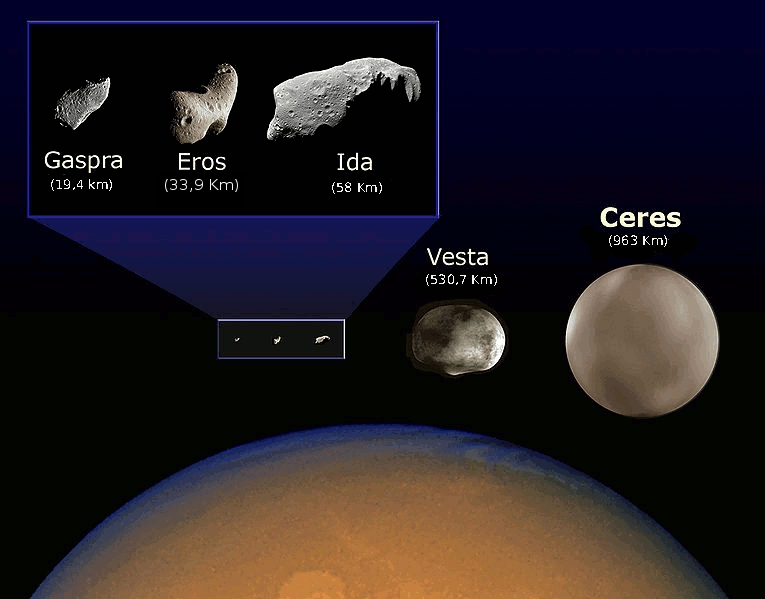
Comparación del tamaño de Ida con otros asteroides, el planeta enano Ceres y Marte

La masa de Ida está entre 3,65 y 4,99 × 1016 kg. Su campo gravitatorio produce una aceleración de entre 0,3 y 1,1 cm/s² en la superficie. Este campo es tan débil que un astronauta sobre la superficie podría ir de un extremo de Ida al otro de un salto y un objeto que se eleve a más de 20 m/s podría escapar del asteroide.
Ida es un asteroide claramente alargado, 2,35 veces más largo que ancho, de superficie irregular, y con una cintura que une dos mitades desiguales geológicamente. Esta forma constreñida es coherente con la idea de que Ida está formado por dos piezas de grandes dimensiones, sólidas, con materiales sueltos que llenan el espacio entre ellos. De todos modos, estos residuos no se han visto en las imágenes de alta resolución captadas por la Galileo. Aunque hay algunas pendientes empinadas, con inclinaciones de hasta 50°, la pendiente generalmente no excede los 35°. La forma irregular de Ida es responsable de que su campo gravitatorio sea desigual. La atracción gravitatoria es más baja en los extremos del asteroide debido a la alta velocidad de rotación. Además, también disminuye hacia el centro de la cintura porque la masa se concentra en las dos mitades de las que se compone Ida.

## Superficie
La superficie de Ida está poblada de cráteres y es en su mayor parte gris, aunque pequeñas variaciones de color marcan áreas recién creadas o expuestas. Además de los cráteres, resultan evidentes otras características como surcos, crestas o protuberancias. Ida está cubierto por una gruesa capa de regolito, residuos sueltos que oscurecen la roca sólida del subsuelo. Los más grandes fragmentos de desechos, del tamaño de una piedra, se denominan bloques de material expulsado y se observan varios de ellos en la superficie.

### Regolito
La superficie de Ida está cubierta por un manto de roca pulverizada, llamado regolito, de unos 50 a 100 m de espesor. Este material se produce por impactos y se distribuye por toda la superficie mediante procesos geológicos. La sonda Galileo vio pruebas de recientes deslizamientos cuesta abajo del regolito.
El regolito de Ida está compuesto por los minerales silícicos olivino y piroxeno. Su apariencia cambia con el tiempo debido a un proceso llamado erosión espacial, por lo que el regolito más antiguo parece tener un color más rojo que el material recientemente expuesto.

Vista general y cercana de un bloque de eyección.

Se han identificado cerca de 20 grandes bloques de material eyectado, con tamaños de 40 a 150 metros de diámetro, entre el regolito de la superficie. Estos bloques de eyección constituyen las piezas más grandes del regolito y se descomponen o rompen con rapidez por los impactos contra la superficie, por lo que su presencia es consecuencia de una reciente formación o de una exposición tras un impacto. La mayoría se encuentran dentro de los cráteres Lascaux y Mammoth, pero no es posible que se hayan producido allí. Esta región atrae a los escombros debido al irregular campo gravitatorio de Ida. Algunos de estos bloques pudieron haber sido expulsados del cráter Azzurra, en el lado opuesto del asteroide.

### Estructuras
Varias estructuras importantes destacan en la superficie de Ida. El asteroide aparece dividido en dos zonas, región 1 y región 2, conectadas por una cintura. Esta última característica puede haberse formado por acumulación de escombros o por excavaciones sucesivas tras impactos.
La región 1 contiene dos estructuras principales. La primera es un risco de unos 40 km de longitud llamado Townsend Dorsum que se extiende 150° alrededor de la superficie de Ida. La segunda es una hondonada denominada Vienna Regio.
La región 2 cuenta con varios conjuntos de surcos, la mayoría de 100 m de ancho y hasta 4 km de longitud, próximos —aunque sin conexión— a los cráteres Mammoth, Lascaux y Kartchner. Otros están relacionados con grandes impactos como el conjunto que se opone a Vienna Regio.

### Cráteres

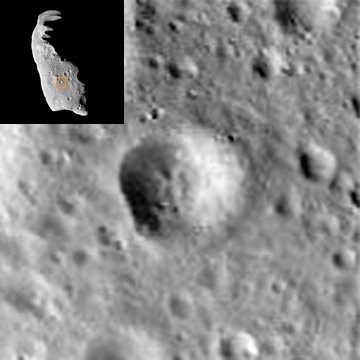
Vista detallada del cráter Fingal.

Los impactos meteoríticos han sido el proceso principal de conformación de la superficie de Ida, por lo que es uno de los cuerpos más densamente craterizados del Sistema Solar, hasta el punto de haber alcanzado la saturación. Los nuevos impactos borran o desdibujan la presencia de los cráteres más antiguos y dejan el recuento más o menos sin variaciones. Ida está cubierto de cráteres de todos los tamaños y grados de degradación, con edades comprendidas entre muy recientes o tan antiguos como el propio asteroide. De hecho, el más antiguo pudo haberse formado durante la desintegración del cuerpo progenitor de la familia de Coronis. Lascaux es el más grande con casi 12 km de longitud. La región 2 contiene casi todos los superiores a 6 km mientras que en la región 1 no hay cráteres grandes. Algunos están dispuestos en cadena.
Los grandes cráteres de Ida llevan el nombre de cuevas y tubos de lava de la Tierra. El cráter Azzurra, por ejemplo, lleva el nombre de la Grotta Azzurra, una cueva sumergida de la isla de Capri. Además, parece ser el resultado del más reciente impacto en Ida. El material expulsado de esta colisión está distribuido discontinuamente sobre Ida y es el responsable de las notables variaciones de color y albedo de la superficie. Una excepción de la morfología crateriana del asteroide es el reciente y asimétrico cráter Fingal, que tiene un límite preciso entre el piso y el muro en uno de sus lados. Otro cráter significativo es Afon, pues marca el primer meridiano de Ida.
Los cráteres tienen una simple estructura de cuenco, sin fondos planos ni picos centrales. Está distribuidos uniformemente alrededor de Ida, a excepción de un saliente al norte del cráter Chouloutien que es más suave y menos craterizado. El material expulsado por los impactos se ha depositado en Ida de manera diferente que en los planetas debido a su rápida rotación, baja gravedad y forma irregular. Los flujos de eyección se asientan asimétricamente alrededor de los cráteres, pero las eyecciones de rápido movimiento se pierden definitivamente.

## Composición
Ida se clasificó como asteroide de tipo S por la similitud de su espectro al de otros asteroides similares. Los asteroides de tipo S pueden compartir composición con los meteoritos metalorrocosos o condríticos. La composición interna no se ha analizado directamente, pero se supone que es parecida a la de los materiales condríticos por los cambios de color de la superficie y la densidad de Ida, estimada entre 2,27 y 3,10 g/cm³. Las condritas contienen cantidades varibles de olivino, piroxeno, hierro y feldespato. La sonda Galileo detectó olivino y piroxeno en Ida. El contenido mineral parece ser homogéneo en todo el asteroide, pues la Galileo encontró variaciones mínimas en la superficie que, junto a los datos de la rotación del asteroide, indican una densidad constante. Asumiendo que la composición es similar a las condritas, Ida podría tener una porosidad del 11 al 42 %.

## Órbita y rotación

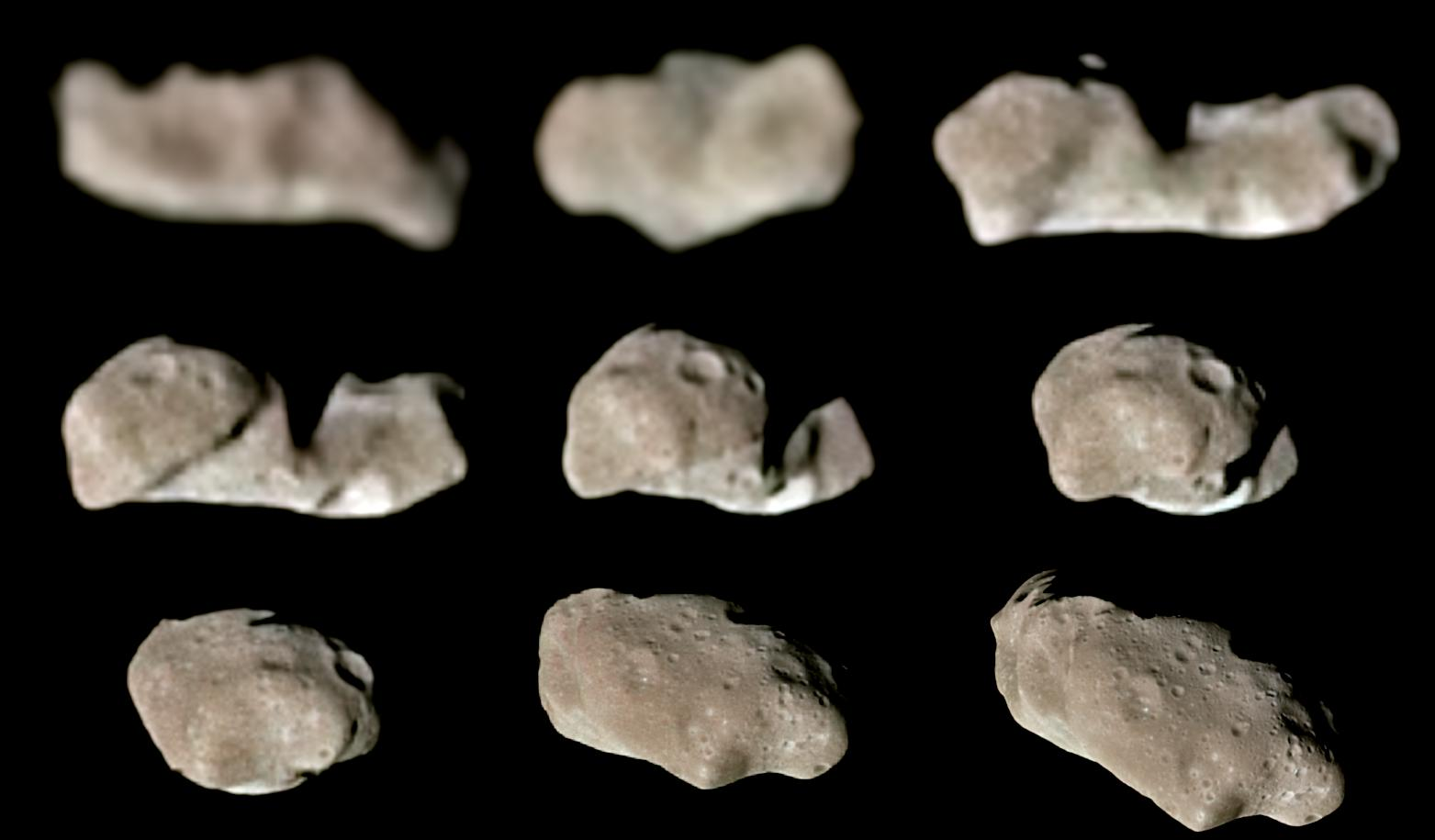
Sucesivas imágenes de la rotación de Ida en las que se aprecia su forma irregular.

Ida es un miembro de la familia de Coronis. Orbita alrededor del Sol a una distancia media de 2,862 ua entre las órbitas de Marte y Júpiter, en el cinturón principal de asteroides, y tarda 4,84 años en completar una órbita.
Su periodo de rotación es de 4,63 horas, siendo uno de los asteroides con la velocidad de rotación más rápida. El momento de inercia máximo calculado para un objeto de densidad uniforme y misma forma que Ida coincide con el eje de giro del asteroide. Esto sugiere que no hay grandes variaciones de composición en el asteroide. La precisión del eje de rotación es de unos 77 000 años, debido a que la gravedad del Sol actúa sobre la forma irregular de Ida.

## Origen
Ida se originó a partir del progenitor de la familia asteroidal de Coronis, un cuerpo de unos 120 km de diámetro. Este estaba parcialmente diferenciado por lo que la mayor parte de los materiales pesados habrían migrado al núcleo. Ida posee cantidades insignificantes de estos materiales. De acuerdo con un análisis del proceso de formación de cráteres, la superficie de Ida tiene más de mil millones de años de antigüedad. Sin embargo, esto es incompatible con la edad del sistema Ida-Dáctilo, estimada en cien millones de años, puesto que es poco probable que Dáctilo, debido a su pequeño tamaño, haya podido evitar ser destruido en una colisión durante más tiempo. La diferencia de edad se explica por una mayor tasa de formación de cráteres con los escombros de la destrucción del cuerpo progenitor de la familia de Coronis.

## Satélite

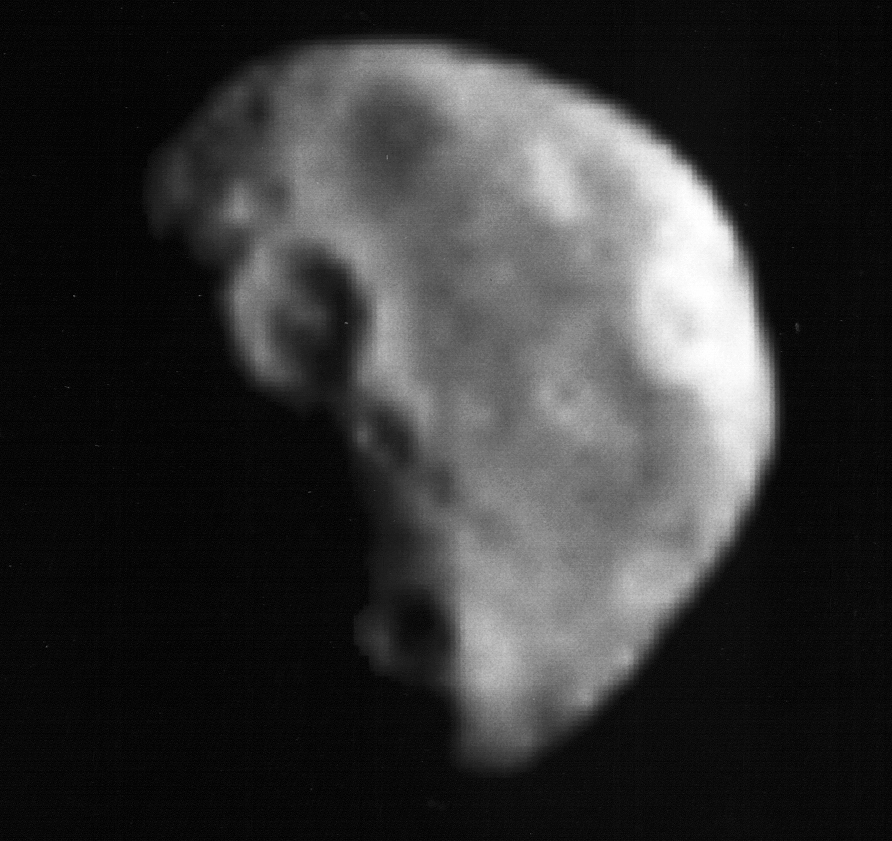
Imagen de Dáctilo tomada por la sonda Galileo en la que se aprecia el cráter Acmon.

Dáctilo, oficialmente (243) Ida I Dactyl, es un pequeño satélite descubierto en las imágenes tomadas por la sonda Galileo durante el sobrevuelo de 1993. Estas imágenes son, además, la primera confirmación directa de la existencia de un satélite en un asteroide. En el momento del descubrimiento, Dáctilo estaba a 90 km de Ida y seguía una órbita antihoraria. Al igual que Ida, está cubierto de cráteres y tiene una composición similar, lo que sugiere que es un fragmento de la colisión que originó la familia de Coronis.

### Descubrimiento
El 17 de febrero de 1994 Ann Harch, miembro de la misión de la sonda Galileo, encontró Dáctilo mientras examinaba las imágenes tomadas por la sonda el 28 de agosto de 1993. Galileo registró 47 imágenes de Dáctilo durante un periodo de observación de 5,5 horas. La nave estaba a 10 760 km de Ida y a 10 870 km de Dáctilo cuando sacó la primera de las imágenes 14 minutos antes de la máxima aproximación.
La designación provisional del satélite fue 1993 (243) 1. Más adelante, la UAI eligió el nombre de los dáctilos, seres mitológicos que habitaban en el monte Ida de la isla de Creta, para nominar al satélite.

### Características físicas
Dáctilo tiene forma de huevo, con unas dimensiones de 1,6x1,4x1,2 kilómetros que lo hacen notablemente esférico. El eje mayor apunta a Ida. La superficie está densamente craterizada y más de una docena de cráteres tienen tamaños superiores a 80 m. Esto indica que el satélite ha sufrido numerosos impactos durante su historia. Al menos seis cráteres forman una cadena, lo que sugiere que se originaron con los desechos expulsados tras un impacto en Ida. Los cráteres, a diferencia de los de Ida, pueden tener picos centrales. Estas características, y la forma esferoidal, implican que Dáctilo está unido gravitatoriamente a Ida a pesar de su diminuto tamaño. La temperatura en la superficie ronda los 200 °K, unos 73 °C bajo cero.
Dáctilo comparte muchas características con Ida. Sus albedos y espectros de reflexión son muy similares. Las mínimas diferencias indican que el proceso de desgaste es menos activo en Dáctilo. Su pequeño tamaño hace imposible la formación de cantidades significativas de regolito. Esto contrasta con Ida que está cubierto por una gruesa capa de regolito.

### Órbita

Diagrama donde se muestran las posibles órbitas de Dáctilo.

La órbita de Dáctilo alrededor de Ida no se conoce con precisión. La sonda Galileo estaba en el plano de la trayectoria del satélite cuando tomó las imágenes en las que aparece por lo que se hace difícil la determinación de la órbita. Dáctilo se mueve en sentido directo, con una inclinación de unos 8° respecto al ecuador de Ida. Basándose en simulaciones de ordenador, el centro de masas de Dáctilo debe estar a más de 65 km de Ida para mantener una órbita estable. Así, el rango de posibilidades generadas por las simulaciones se reduce porque necesariamente tenían que pasar por los puntos en los que la Galileo observó al satélite. El 26 de abril de 1994 el telescopio espacial Hubble observó Ida durante ocho horas y no pudo ver a Dáctilo. Esto hubiese sido posible si el satélite hubiese estado a más de 700 km de Ida.
El periodo orbital de Dáctilo es de unas 20 horas, asumiendo que su trayectoria fuese circular. La velocidad orbital es de unos 10 m/s, más o menos la velocidad de una carrera rápida.

### Origen y edad
Hay dos hipótesis principales para explicar la existencia de Dáctilo. Por un lado, puede tener el mismo origen que Ida y ser un fragmento de la ruptura del cuerpo que produjo la familia de Coronis. Por otro, se puede haber formado más recientemente a partir de las eyecciones de un gran impacto en Ida. Es extremadamente improbable que sea un cuerpo capturado gravitatoriamente por Ida. Hace unos 100 millones de años, Dáctilo sufrió un impacto que redujo su tamaño al actual.

## Exploración espacial

### Sobrevuelo de la sonda Galileo

Trayectoria de la Galileo desde su lanzamiento hasta su llegada a Júpiter.

La sonda espacial Galileo visitó Ida en 1993 de camino a Júpiter. Sus encuentros con los asteroides Gaspra e Ida fueron objetivos secundarios de la misión. Se seleccionaron en respuesta a una nueva política de la NASA dirigida a que todas las naves que cruzasen el cinturón de asteroides realizaran aproximaciones a asteroides. Ninguna misión anterior había intentado un sobrevuelo. La Galileo fue puesta en órbita por la lanzadera Atlantis en la misión STS-34 el 18 de octubre de 1989. El cambio de trayectoria de la Galileo para acercarse a Ida exigió que se consumieran 34 kg de propelente. La dirección de la misión retrasó la decisión de intentar un sobrevuelo hasta que estuvieron seguros de que, una vez realizado, quedaría suficiente combustible para completar la misión principal en Júpiter.
La trayectoria llevó a la Galileo al cinturón de asteroides dos veces durante el viaje a Júpiter. En el segundo cruce, sobrevoló Ida el 28 de agosto de 1993 a una velocidad de 12 400 m/s respecto al asteroide. La cámara de a bordo registró imágenes de Ida desde que la sonda se encontraba a una distancia de 240 350 kilómetros hasta su máxima aproximación a 2390 km. Ida fue el segundo asteroide, tras Gaspra, que fue fotografiado por una nave espacial. Cerca del 95 % de la superficie de Ida quedó a la vista de la sonda durante el sobrevuelo.
La transmisión de la mayoría de las imágenes del sobrevuelo se retrasó debido al fallo permanente de la antena de alta ganancia de la nave. Las cinco primeras imágenes se recibieron en septiembre de 1993. Estas componían un mosaico de alta resolución del asteroide con una resolución de 31 a 38 m por píxel. Las imágenes restantes se enviaron en la primavera siguiente, cuando la proximidad de la nave a la Tierra permitía una mayor velocidad de transmisión.

### Resultados de la misión

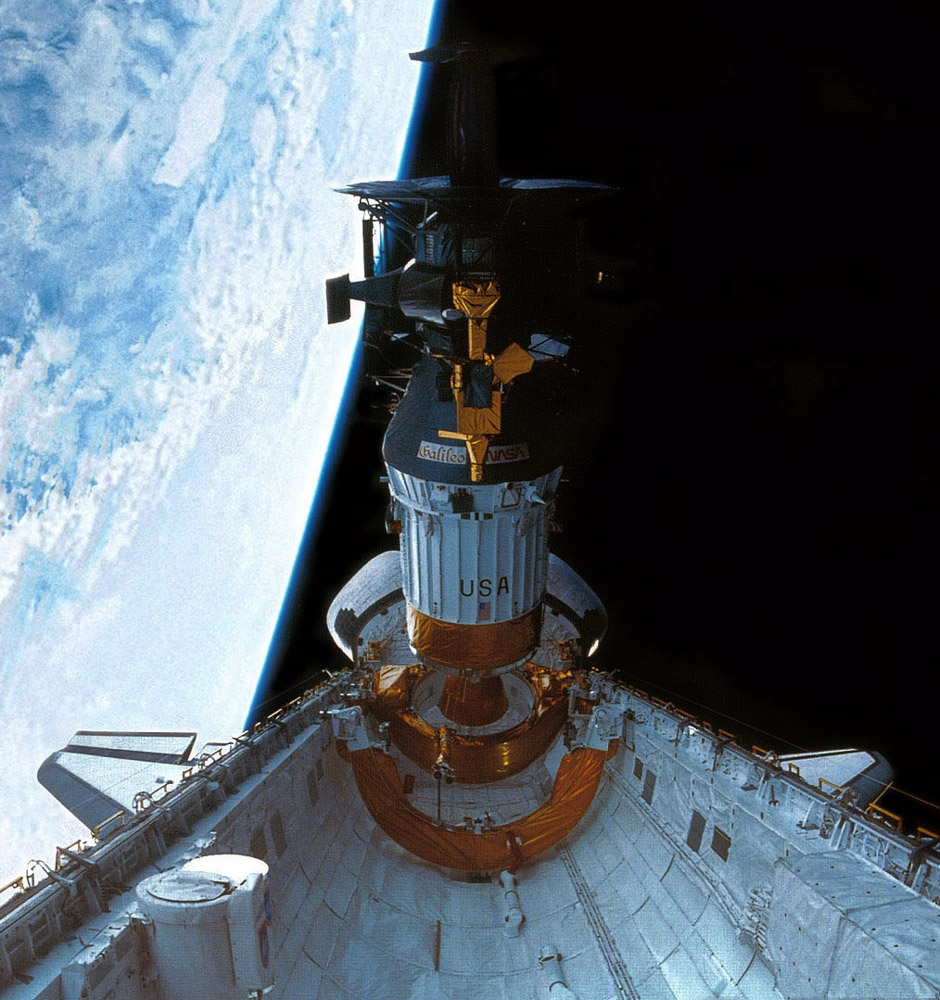
La sonda espacial Galileo sobre la bodega de carga de la Atlantis el 18 de octubre de 1989.

Los datos obtenidos en Gaspra e Ida durante los sobrevuelos de la Galileo y la posterior misión NEAR Shoemaker permitieron el primer estudio geológico de los asteroides. La superficie relativamente grande de Ida exhibía una amplia variedad de características geológicas. El descubrimiento del satélite de Ida, Dáctilo, el primer satélite de un asteroide confirmado, proporcionó información adicional de la composición de Ida.
Ida estaba clasificado como un asteroide de tipo S a partir de medidas espectroscópicas tomadas desde la Tierra. La composición de los asteroides del tipo S era incierta antes de la misión Galileo, pues se explicaba como perteneciente a dos clases minerales que se encuentran en meteoritos caídos en la Tierra: condritas ordinarias y metalorrocosos. Las estimaciones de la densidad de Ida se ven limitados a menos de 3,2 g/cm³ para la estabilidad a largo plazo de la órbita de Dáctilo. Esto excluye a los minerales metalorrocosos como materiales constituyente de Ida, ya que si estuviera hecho de un material rico en hierro y níquel, cuyas densidades están en torno a 5 g/cm³, debería ser hueco en más del 40 % de su volumen.

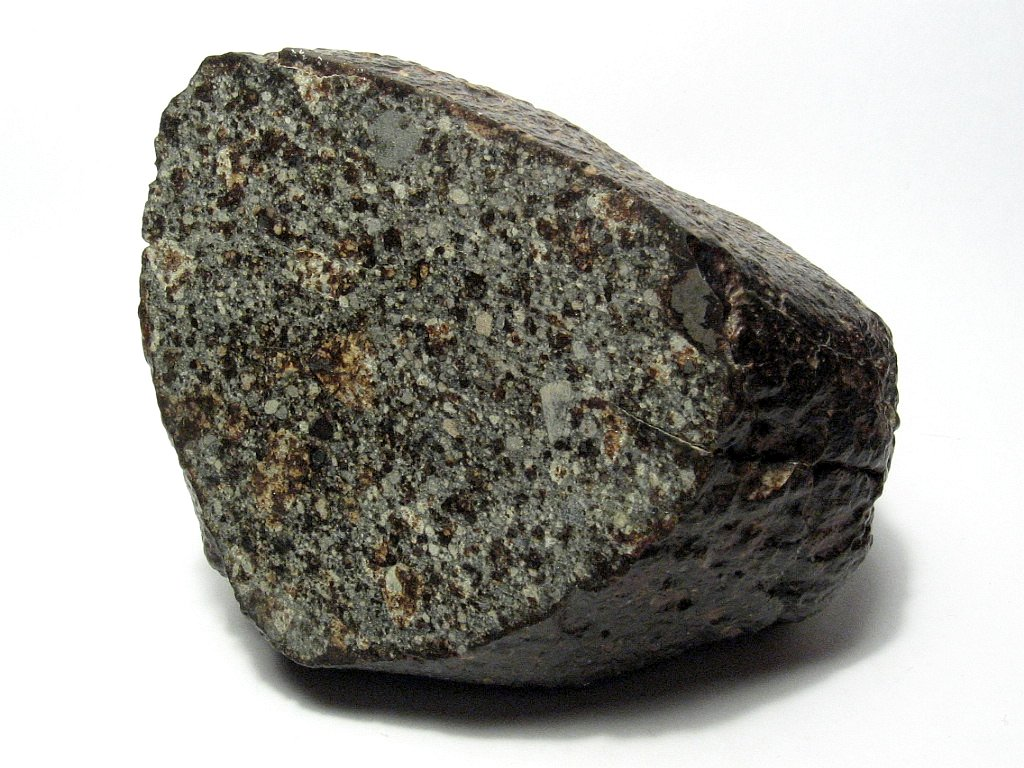
Sección de un meteorito condrítico.

Las imágenes de la sonda Galileo también condujeron al descubrimiento de que Ida también sufre la erosión espacial, un proceso que causa que las regiones más antiguas adquieran con el tiempo un tono rojizo. El mismo proceso afecta tanto a Ida como a su satélite, aunque Dáctilo muestra un cambio menor. La erosión de la superficie de Ida reveló otro detalle sobre su composición: El espectro de reflexión de las partes recientemente expuestas se parecían al de los meteoritos condríticos, pero las regiones más antiguas tenían espectros más similares a los de los asteroides de tipo S.
Ambos descubrimientos, tanto los efectos del tiempo como la baja densidad, llevaron a una nueva comprensión de la relación entre los asteroides de tipo S y meteoritos condríticos. Los de tipo S son la clase más numerosa de asteroides en la parte interna del cinturón de asteroides. Los meteoritos condríticos son, así mismo, el tipo más común de meteoritos encontrados en la superficie de la Tierra. Sin embargo, los espectros de reflexión medidos anteriormente por observaciones remotas de los asteroides de tipo S no se correspondían con el de los meteoritos condríticos. El sobrevuelo de Ida descubrió que algunos asteroides del tipos S, en particular la familia de Coronis, podría ser la fuente de estos meteoritos.